# Mundtrockenheit
Mundtrockenheit oder Xerostomie (Kunstwort nach griechisch ξηρός ‚ausgedörrt‘, ‚trocken‘ und στόμα ‚Mund‘, wohl über englisch xerostomia) bezeichnet die Trockenheit der Mundhöhle, die verschiedene Ursachen haben kann.

## Ursachen
Mundtrockenheit entsteht durch einen zu niedrigen Speichelfluss (Hyposalivation), welcher eine häufige Nebenwirkung von Arzneimitteln wie Anticholinergika, Diuretika oder Psychopharmaka ist. Ursachen können auch Erkrankungen wie die Sialadenitis, das Sjögren-Syndrom, das Sicca-Syndrom oder das Heerfordt-Syndrom sein. Außerdem können die Entfernung von Speicheldrüsen, eine Strahlentherapie, fieberhafte Allgemeinerkrankungen, die Einnahme von Tetrahydrocannabinol oder chronischer Stress mit gesteigertem Sympathikotonus zu Mundtrockenheit führen.
Eine weitere Ursache von Mundtrockenheit kann eine vermehrte Mundatmung sein. Der bei Mundtrockenheit entstehende hochvisköse Speichel kann Entzündungen in den Ausführungsgängen der Speicheldrüsen hervorrufen; besonders betroffen ist hierbei die Unterzungenspeicheldrüse (Glandula sublingualis).

## Folgen
Die direkten (unangenehmen) Folgen sind die Trockenheit der Mundschleimhäute und Schluckbeschwerden. Damit ergeben sich Probleme beim Sprechen und beim Verzehr trockener Nahrung. Auch das Einschlafen kann erschwert sein.
Chronisch Betroffene leiden meist hinsichtlich ihrer Zahngesundheit. Häufige Folge ist Karies in Abwesenheit der schützenden Begleitstoffe des normalen Speichelflusses. Der normale Mundspeichel enthält eine Reihe antimikrobiell wirksamer Bestandteile, u. a. Immunglobulin A (Antikörper), Lysozym (Enzym), Lactoferrin und Histatin (Protein).

## Therapie
Eine systemische Therapie ist nicht bekannt. Symptomatische Therapie erfolgt durch Speichelersatz- bzw. Speichelergänzungsprodukte (Hafttabletten aus Xylit, benetzendes Gel, Aerosol, Mundwasser, Kaumittel), Mundauswischen mit feuchten Watteträgern (auch mit Cola oder Saft getränkten oder gefrorenen), Trinken und Ausspülen mit Wasser, Tee (jedoch nicht austrocknendem Salbeitee), Kaffee, Säfte (insbesondere säuerliche, den Speichelfluss anregende), Auftragen von Vitaminpaste, Eiswürfel, Vernebler, ätherische Öle (Duftlampe mit Zitrusaroma).